# Kościół Świętego Ducha w Inowrocławiu
Kościół Świętego Ducha w Inowrocławiu – rzymskokatolicki kościół parafialny należący do parafii pod tym samym wezwaniem (dekanat inowrocławski I archidiecezji gnieźnieńskiej).
Budowa świątyni została rozpoczęta w 1982 roku według projektu profesora Adama Szymskiego. W dniu 18 września 1983 roku papież Jan Paweł II w Castel Gandolfo poświęcił kamień węgielny pod wznoszony już kościół. W 1991 roku została poświęcona górna świątynia. W 2001 roku na wieży został zamontowany ogromny metalowy krzyż o masie 11,5 tony i wysokości 21,5 metrów, który umieszczony został na wysokości 37 metrów nad ziemią i jest największym krzyżem osadzonym na obiekcie sakralnym w Polsce. Kościół został konsekrowany w dniu 18 maja 2008 roku przez arcybiskupa Henryka Muszyńskiego, metropolitę gnieźnieńskiego.